# نوتوريوس (فلم 2009)
نوتوريوس هو فيلم سيرة ذاتية أمريكي أنتج سنة 2009، عن حياة أسطورة الهيب هوب كريستوفر والاس/بيجي سمولز/نوتوريوس، بي. آي. جي.، الذي لعب دوره الممثل جمال وولرد، وشارك في البطولة كل من أنجيلا باسيت في دور في دور أم بيجي فوليتا والاس، وديريك لوك في دور شون كومز، وانتوني مكي في دور توباك شاكور.وأدوار أخرى تشمل ناروتي نوتن في دور ليل كيم، وانتونيكيو سميث في دور فيث إيفانز.
الفيديو أصدر في السينما الأمريكية بتاريخ 16 يناير 2009، من فوكس سيرتشلايت بكتشر.

## القصة
نوتوريوس هو قصة كريستوفر والاس، من خلال موهبته والعزم والتصميم، والاس حول نفسه من بائع مخدرات في أحد شوارع بروكلين (ذات مرة باع المخدر لامرأة حامل) إلى أحد أفضل مغنيي الراب في التاريخ:نوتوريوس بي. آي. جي. تابع صعوده إلى الشهرة ورفضه للاستسلام للتوقعات - إعادة تحديد مفهومنا للحلم الأمريكي.

## روابط خارجية
- مقالات تستعمل روابط فنية بلا صلة مع ويكي بيانات